# Роу, Филиппа, баронесса Кутти
Филиппа Роу, баронесса Кутти (англ. Philippa Roe, Baroness Couttie, 25 сентября 1962, Хампстед, Большой Лондон — 12 декабря 2022) — британский политик, консерватор, член Палаты лордов (с 2016 года), лидер городского совета Вестминстера с 2012 по 2017 год.

## Биография
Родилась в Хэмпстеде.
Дочь Джеймса Роу и бывшего члена парламента от консерваторов мадам Мэрион Роу, Филиппа имела младшую сестру и младшего брата. Образование получила в Сент-Эндрюсском университете. В 1982 году она стала первым студентом за 572 года, избранным в руководящий орган учреждения — Сенат Университета Сент-Эндрюс.
До того, как заняться общественной деятельностью, Роу работала инвестиционным банкиром в «Citigroup».
Политическую карьеру начала в сфере связей с общественностью, присоединившись к «Burson Marsteller».
В 1990-х годах работала в группе экспертов из частного сектора, с которыми консервативное правительство консультировалось при создании частной финансовой инициативы, а в 2004 году выступила соавтором отчета «Реформирование частной финансовой инициативы», опубликованным Центром политических исследований.
Роу оставила работу в Citigroup, когда стала матерью близнецов. В 2006 году, вскоре после этого, Роу была избрана в городской совет Вестминстера, представляя округ Найтсбридж и Белгравия, состоящий из трёх человек, что было безопасным местом для её партии. В то время она недавно вылечилась от рака.
Она была назначена директором Имперского колледжа Лондона, а в 2008 году стала членом Вестминстерского кабинета по жилищным вопросам. В мае 2010 года Роу была переизбрана членом совета, а в июне того же года она заявила о своей поддержке решения нового коалиционного правительства ограничить жилищное пособие 400 фунтами стерлингов в неделю. В 2011 году она возглавила кабинет министров стратегического финансирования. В следующем году она сменила Колина Бэрроу на посту лидера совета, обойдя Эдварда Аргара в номинации и быстро дистанцировалась от сравнения с предшественницей, дамой Ширли Портер.
В том же году она взяла на себя роль председателя установленного законом Совета по здравоохранению и благополучию Вестминстера. Она также входила в состав Лондонской панели предприятий. В 2013 году её процитировали, сказав, что «местные жители знают лучше» и что «проблема с финансированием — это возможность освободиться от ортодоксальности и пересмотреть все предоставляемые услуги и то, как их можно предоставлять более эффективно».
Она была переизбрана советником в 2014 году и возглавила опрос: кандидаты от консерваторов набрали 79,6 % голосов. Она не баллотировалась в качестве советника на выборах 2018 года.
В июле 2015 года Роу объявила, что добивается выдвижения на пост мэра Лондона на выборах в мае 2016 года. Однако она не попала в шорт-лист консерваторов.
Роу была номинирована на звание пожизненного пэра в награде Дэвида Кэмерона за отставку и 5 сентября 2016 года была назначена баронессой Коутти из Дауна в графстве Кент. Котти — фамилия её мужа Стивена.
Филиппа Роу была замужем за Стивеном Котти, партнёром частной инвестиционной компании Collabrium Capital, брак заключён в сентябре 2002 года. После лечения бесплодия в США в августе 2005 года она родила близнецов, Ангуса и Женевьеву.
Баронесса Катти умерла от рака 12 декабря 2022 года в возрасте 60 лет.

## Оценки современников
Она была смелой и доброй, обладала острым умом, который позволял ей сразу улавливать суть проблемы и находить новаторские решения. 
Оригинальный текст (англ.)She was brave and kind, with an acute intelligence which enabled her to grasp the nub of an issue immediately and to identify innovative solutions.